# Szádvári-barlang
A Szádvári-barlang az Aggteleki Nemzeti Park területén található egyik barlang. A barlang az Aggteleki-karszt és a Szlovák-karszt többi barlangjával együtt 1995 óta a világörökség része.

## Leírás
A Szögligetről Derenkre tartó műút mellett, Szögliget belterületétől 2,95 kilométerre, egy jellegzetes, maga fölé forduló szerpentinkanyar után, attól 500 méterre, egy enyhén, de teljesen balra, nyugatra forduló kanyarban, az úttól északra, jobbra, 25–30 méter magasan, a néha aktív forrás felett, attól 43 méterre, a sziklák között nyílik.
Szögliget központjától északra, Derenken, Szádvártól nyugat–északnyugatra, 288°-ra, 514 méterre, hegyoldalban, sziklakibúvásban, erdőben van a 80 centiméter széles, 75 centiméter magas, természetes és átalakított jellegű, íves alakú, vízszintes tengelyirányú bejárata. Csak közelről vehető észre. Néhány turistatérképen jelölve van barlangjellel a barlang helye. Az Egér-lyuktól balra, nyugatra, 266°-ra, 44 méterre helyezkedik el.
Középső triász derenki mészkőben alakult ki. Az inaktív forrásbarlang tektonikus repedések mentén, a kifolyó víz hatására jött létre. Két egymásra majdnem merőleges hasadék alkotja. Az első nyolc, a második négy méter hosszú. Az egy méter átmérőjű bejárati szelvénye a barlang végpontja felé haladva fokozatosan szűkül.
A vízszintes jellegű barlang jellemző szelvénytípusa a hasadék szelvény. A vízszintes kiterjedése 11 méter. Képződményekben szegény. Cseppkőlefolyás, cseppkőbekérgezés, oldásos nyomok és gyengén fejlett borsókő figyelhető meg benne. A meredek terepen megközelíthető, lezáratlan, könnyen járható barlang szabadon látogatható.
1957-ben volt először Szádvári-barlangnak nevezve a barlang az irodalmában.

## Kutatástörténet
Balázs Dénes 1957-es leírása szerint szűk és alig 8 m hosszú a Szádvári-barlang, amely a Szádvártól ÉNy-ra elhelyezkedő hegy oldalában, a Szádvár csúcsától légvonalban 300 m-re, 365 m tengerszint feletti magasságban nyílik. Ajtó szegvasainak nyoma látszik a falban a barlang külső bejárati részén. A barlang tektonikus hasadék mentén keletkezett, de láthatóan mesterségesen tágítva lett. A vitatott eredetű barlangot részletesen vizsgálni kell.
Az 1976-ben befejezett, Bertalan Károly által írt kéziratban szó van arról, hogy a Szádvári-barlang az Alsó-hegyen, Szögligeten helyezkedik el. A barlang bejárata a Szádvár csúcsától ÉNy-ra 300 m-re, 365 m tszf. magasságban található. A barlang bejárati részén lévő falban ajtó szegvasának nyoma látszódik. Az alig 8 m hosszú és szűk barlang tektonikus hasadék mentén jött létre. A kézirat barlangot ismertető része 1 kézirat alapján lett írva. Az 1984-ben megjelent, Magyarország barlangjai című könyv országos barlanglistájában szerepel az Aggteleki-karszton lévő barlang Szádvári-barlang néven. A listához kapcsolódóan látható az Aggteleki-karszt és a Bükk hegység barlangjainak földrajzi elhelyezkedését bemutató 1:500 000-es méretarányú térképen a barlang földrajzi elhelyezkedése.
A MÁFI Barlangkutató Csoport először 1985. február 11-én járt a barlangnál. A csoport 1989 nyarán megint felkereste és felmérte a barlangot. 1989. június 30-án Sásdi László megrajzolta a barlang alaprajz térképét és 3 keresztmetszet térképét. A térképek elkészítéséhez a barlangot Sásdi László, Turtegin Elek és Ádám Bence mérték fel. A térképek 1:100 méretarányban mutatják be a barlangot.
Az 1989. évi csoportjelentésben az olvasható, hogy a barlang bejáratán faragások és vésések láthatók, amelyből a csoport tagjai arra következtettek, hogy régen minden bizonnyal vasráccsal volt lezárva a barlang. A barlangleíráshoz mellékelve lett a barlang helyszínrajza, a barlangot bemutató két fénykép, a barlang térképe, a barlang felmérésének jegyzőkönyve, illetve a Szádvári-barlang és a Szádvár Ny-i forrás közötti rész vázlatos geológiai szelvénye. Az 1990. évi Karszt és Barlangban közölt összefoglalás szerint a MÁFI Barlangkutató Csoport az 1989-ben végzett dokumentációs tevékenysége során feldolgozta a Szádvári-barlangot. 1995 óta az Aggteleki-karszt és a Szlovák-karszt többi barlangjával együtt a világörökség része a barlang.
1997-ben Nyerges Attila szerkesztette meg a barlang alaprajz térképét és 3 keresztmetszet térképét. Az alaprajz térképen látható a 3 keresztmetszet elhelyezkedése a barlangban. A térképlap szerint a barlang 12,1 m hosszú és +2 m mély. A barlang 1997-ben készült nyilvántartólapján az van írva, hogy a Szádvári-barlang kb. 355 m tengerszint feletti magasságban nyílik. A részletesen felmért barlang 12,1 m hosszú, 1 m függőleges kiterjedésű és 1 m mély. A bejáraton régi ajtókeret falba süllyesztett nyomai láthatók, ezért lehet, hogy régen rejtekhely volt. A Nyerges Attila által 1997-ben készített szakdolgozatban meg van említve, hogy a Szádvári-barlang az 5450-es (Alsó-hegy) kataszteri egységben elhelyezkedő barlangok között van.
Az Alsó-hegy karsztjelenségeiről szóló, 2019-ben kiadott könyvben az olvasható, hogy a Szádvári-barlang 12 m hosszú és 2 m mély. A barlang azonosító számai: Szlovákiában 095, Magyarországon 5451/17. A könyvben publikálva lettek a barlang 1997-ben készült térképei. A barlangot ismeretlen időpontban Nyerges Attila mérte fel, majd ismeretlen időpontban Nyerges Attila a felmérés alapján megrajzolta a barlang térképeit. A térképeket 2017-ben Luděk Vlk digitalizálta. Publikálva lett két színes fénykép a könyvben, amelyek bemutatják a barlangot. Az első fényképen a barlang kívülről fényképezett bejárata figyelhető meg, míg a másodikon szintén a barlang bejárata szemlélhető meg, de a bejárat belülről lett lefényképezve. A kiadványhoz mellékelve lett az Alsó-hegy részletes térképe. A térképet Luděk Vlk, Mojmír Záviška, Ctirad Piskač, Jiřina Novotná, Miloš Novotný és Martin Mandel készítették. A térképen, amelyen fekete ponttal vannak jelölve a barlangok és a zsombolyok, látható a Szádvári-barlang (5451/17, 095) földrajzi elhelyezkedése.